# Boda de Ernesto Luis, gran duque de Hesse y Victoria Melita de Sajonia-Gotha-Coburgo

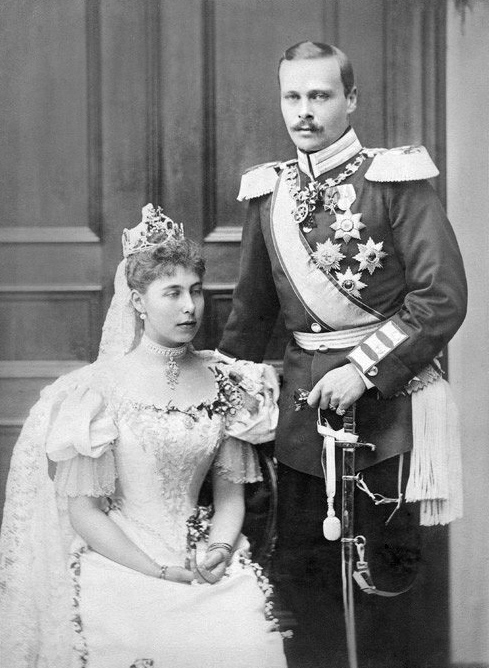
Retrato de los novios en el día de su boda.

La boda de Ernesto Luis, gran duque de Hesse y la princesa Victoria Melita de Sajonia-Coburgo-Gotha se produjo el 9 de abril de 1894 y fue uno de los acontecimientos más importantes de la realeza europea en la década de 1890, siendo ambos contrayentes nietos de la reina Victoria del Reino Unido.

## Historia

### Antecedentes
El novio era el soberano del gran ducado de Hesse, estado parte del Imperio Alemán, desde la muerte de su padre Luis IV en 1892. Su madre, Alicia del Reino Unido había muerto en 1878 cuando Ernesto Luis contaba tan solo con 10 años de edad. Por su madre, Ernesto Luis era nieto de la reina Victoria. En el momento de su boda, Ernesto Luis contaba con tres hermanas: Victoria, casada con el príncipe Luis de Battenberg; Isabel (Ella), casada con el gran duque Sergio Aleksándrovich de Rusia; Irene, casada con el príncipe Enrique de Prusia; y Alix, soltera.
Por su parte, la novia era también nieta de la reina Victoria, siendo hija de su segundogénito Alfredo, primero duque de Edimburgo (título real británico) y desde 1890 duque soberano de Sajonia-Coburgo-Gotha.
En el enlace tuvo mucho que ver la abuela común de los novios, quien según las crónicas de la época, tuvo especial interés en ver al hijo de su fallecida hija Alicia con su prima hermana, tras haberse desarrollado entre ellos una amistad durante una estancia de ambos en Balmoral en octubre de 1891. Tanto Ernesto Luis como Victoria Melita eran reacios a la idea de un matrimonio entre ellos, pero acabaron cediendo a la presión de su abuela. 

### Desarrollo

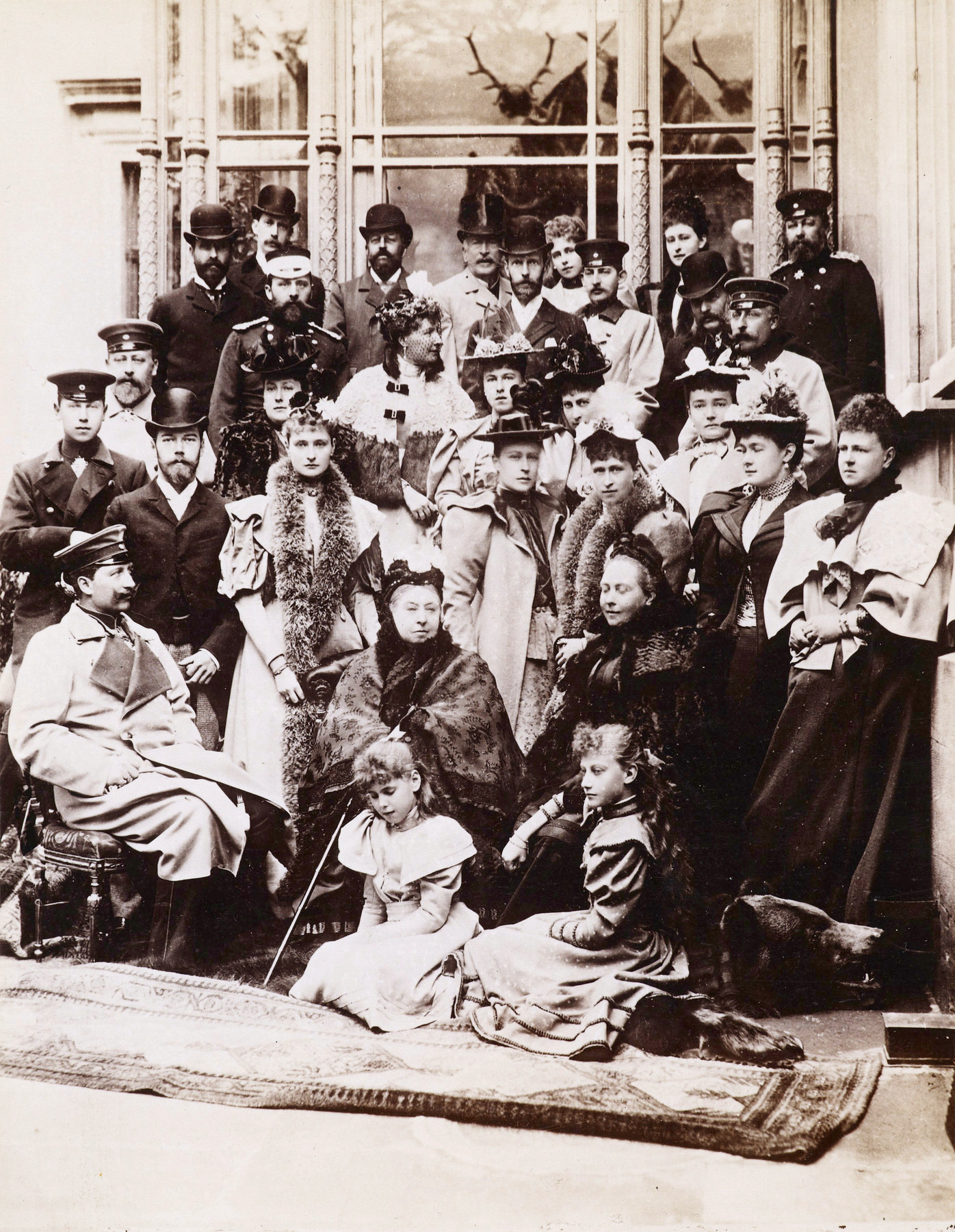
Realeza invitada a la boda posando en Coburgo.

La boda se desarrolló en Coburgo, capital del ducado en el que reinaba el padre de la novia el 9 de abril de 1894. Durante los días previos a la boda se reunieron en la ciudad importantes personajes de la realeza europea, parientes de los novios: la reina Victoria, Guillermo II de Alemania, o Fernando de Bulgaria. 
Durante la estancia en Coburgo para la boda se produjo el compromiso de dos importantes personajes, parientes de los novios: Nicolás, zarévich de Rusia y la hermana del novio, la princesa Alix de Hesse.

### Posteridad
El nuevo matrimonio tendría únicamente una hija, Isabel de Hesse, que moriría en 1903 a la edad de 8 años como consecuencia del tifus. La muerte de la reina Victoria marcaría la separación definitiva del matrimonio, ante las quejas de parte de la familia como Nicolás II de Rusia que opinaba que:
la pérdida de alguien cercano es preferible a la desgracia pública de un divorcio.
El tribunal del gran ducado de Hesse disolvió el matrimonio en diciembre de 1901. Posteriormente ambos contrajeron segundas nupcias: 
- Ernesto Luis con la princesa Leonor de Solms-Hohensolms-Lich el 2 de febrero de 1905. Tuvieron descendencia: Jorge Donato y Luis.
- Victoria Melita con su primo hermano el  gran duque Cirilo Vladimirovich de Rusia el 8 de octubre de 1905, con descendencia: María, Kira y Vladimiro.

### Individuales
1. ↑  Rusia y Hesse, 1997, pp. 39-40.
2. ↑  Citado en Wilson, 2023